# Joaquín Lluch y Garriga
Joaquín Lluch y Garriga (né le 22 février 1816 à Manrèse en Espagne, et mort le 23 mars 1882 à Séville) est un cardinal espagnol du XIXe siècle. Il est membre de l'ordre des Carmes déchaux.

## Biographie
Joaquín Lluch y Garriga  est professeur et curé à Barcelone. Il est aussi visiteur de son ordre et missionnaire apostolique. Il est élu évêque des Îles Canaries en 1858, transféré à Salamanque en 1868 et à Barcelone en 1874. Lluch est promu à l'archidiocèse de Séville en 1877.
Le pape Léon XIII le crée cardinal lors du consistoire du 27 mars 1882. Il est mort avant d'avoir reçu son titre cardinalice.

### Sources
- Fiche du cardinal sur le site fiu.edu